# Lizardit
Lizardit je precej redek mineral iz mineralnega razreda silikati in germanati. Kristalizira v monoklinskem, trigonalnem ali heksagonalnem kristalnem sistemu. Njegova idealna kemijska formula je (Mg)3Si2O5(OH)4. in spada k listastim silikatom serpentinske skupine mineralov.
Lizardit se običajno nahaja v obliki drobnozrnatih masivnih mineralnih agregatov, razvije pa se tudi v ploščate ali piramidalne kristale z voskastim sijajem. Barva lizardita se spreminja od prosojno zelene in bledo rumeno do bele.

## Etimologija in zgodovina
Lizardit so prvič odkrili v serpentinih na vzhodnem klifu polotoka Lizard v angleški pokrajini Cornwall leta 1956. Odkrila in opisala sta ga  E.J.W. Whittaker in J. Zussman in ga poimenovala po tipski lokaciji.

## Galerija
- Lizardit (zelen) z magnezitom (bel) in hematitom (črn);  Upland, Švedska
- Lizardit (zelen) s krizotilom (biserno bel); kamnolom apnenca Gordon, Montville, New Jersey, ZDA; velikost: ≈  8,89 × 5,08 × 5,08 cm
- Stihit na lizarditu

## Vira
- E.J.W. Whittaker, J. Zussman: The characterization of serpentine minerals by X-ray diffraction, Mineralogical Magazine 31 (junij 1956): 107–126.
- Ilija Krstanović: Crystal structure of single layer lizardite, Zeitschrift für Kristallographie 126 (1968): 163–169.